# Power Mac G4 Cube
Power Mac G4 Cube（也稱為：Power Macintosh G4 Cube）是蘋果電腦公司所推出的一款麦金塔个人电脑，其于2000年7月19日的Macworld博览会上发布，并在2000年7月至2001年期间销售，其概念最初是由苹果公司当时的CEO史蒂夫·乔布斯所构想出来的，并由乔纳森·艾夫所设计，G4 Cube本体是一个装在透明亚克力玻璃中的约7.7英寸大小的立方体，为了实现这一设计，苹果公司的设计师为其开发了许多新技术与制造方法，苹果公司将其置于产品线的中端位置，介于消费级的iMac G3和专业级的Power Mac G4之间。
G4 Cube的设计一经推出便赢得了许多奖项和赞誉，但对它的评论也指出其价格过高，并且可扩展性也十分有限，同时也有存在外观缺陷，因此，G4 Cube在商业上十分失败，仅售出约150,000件，是乔布斯领导下的苹果罕见的失败，但它也对诸如iPod与Mac Mini等一系列未来的苹果产品产生了影响，G4 Cube也因其设计被纽约市的现代艺术博物馆所收藏。

## 特點
Power Mac G4 Cube（以下簡稱：G4 Cube）的本體僅是個8 x 8 x 8英吋的立方體，且置於10英吋高的透明合成樹脂材質的護殼內。機內所用的微處理器為Motorola公司的PowerPC G4，運作時脈為450MHz或500MHz。G4 Cube在光驱的設計上一反傳統，捨棄常見常用的托盤式入片法（Tray Loading），而改採槽縫式（吸入式）入片法（Slot Loading），而且採垂直90度的方式入片，有別於過往的水平0度式入片。G4 Cube用的是一部DVD-ROM光碟機。

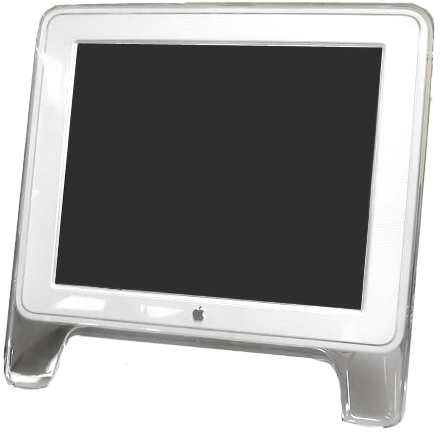
G4 Cube的液晶顯示器

在顯示器方面，G4 Cube可選擇搭配平板薄型的數位液晶顯示器（TFT-LCD），也可選擇搭配傳統VGA的阴极射线管顯示器（CRT）。電腦機身與顯示器分離的設計在IBM PC兼容機的市場中相當常見，但對麥金塔電腦而言則稍有特別。對麥金塔電腦而言，凡是平價訴求的機種多半採行整機一體（All-In-One）的設計，即是顯示器與電腦機身為一體成形，如1983年的LISA、1995年的Performa、1998年的iMac等；然而G4 Cube則屬例外。
G4 Cube另外一個不同於iMac系列的是，G4 Cube機內具有標準的AGP插槽（2X的介面傳輸率、可放置全長尺寸的顯示卡），如此日後仍可升級換裝新的显卡。此外G4 Cube具有2個FireWire埠與2個USB埠，以此來擴充、連接週邊裝置。在音源輸出方面，G4 Cube本體並不具備喇叭，必須通过USB埠連接外部的音效放大器，再連接喇叭，才能發聲。G4 Cube配屬的是一對Harman Kardon的喇叭。USB型的音效放大器上也設有一個頭戴式耳機的標準型迷你音源接孔，不過卻缺乏音源輸入功能。
更重要的，G4 Cube全機沒有使用任何一個散熱風扇，全機完全倚賴對流原理散熱，使G4 Cube運作時相當寧靜。相近時間第二代的iMac G3電腦也採行槽縫式入片的光碟機與無風扇設計。

## 設計

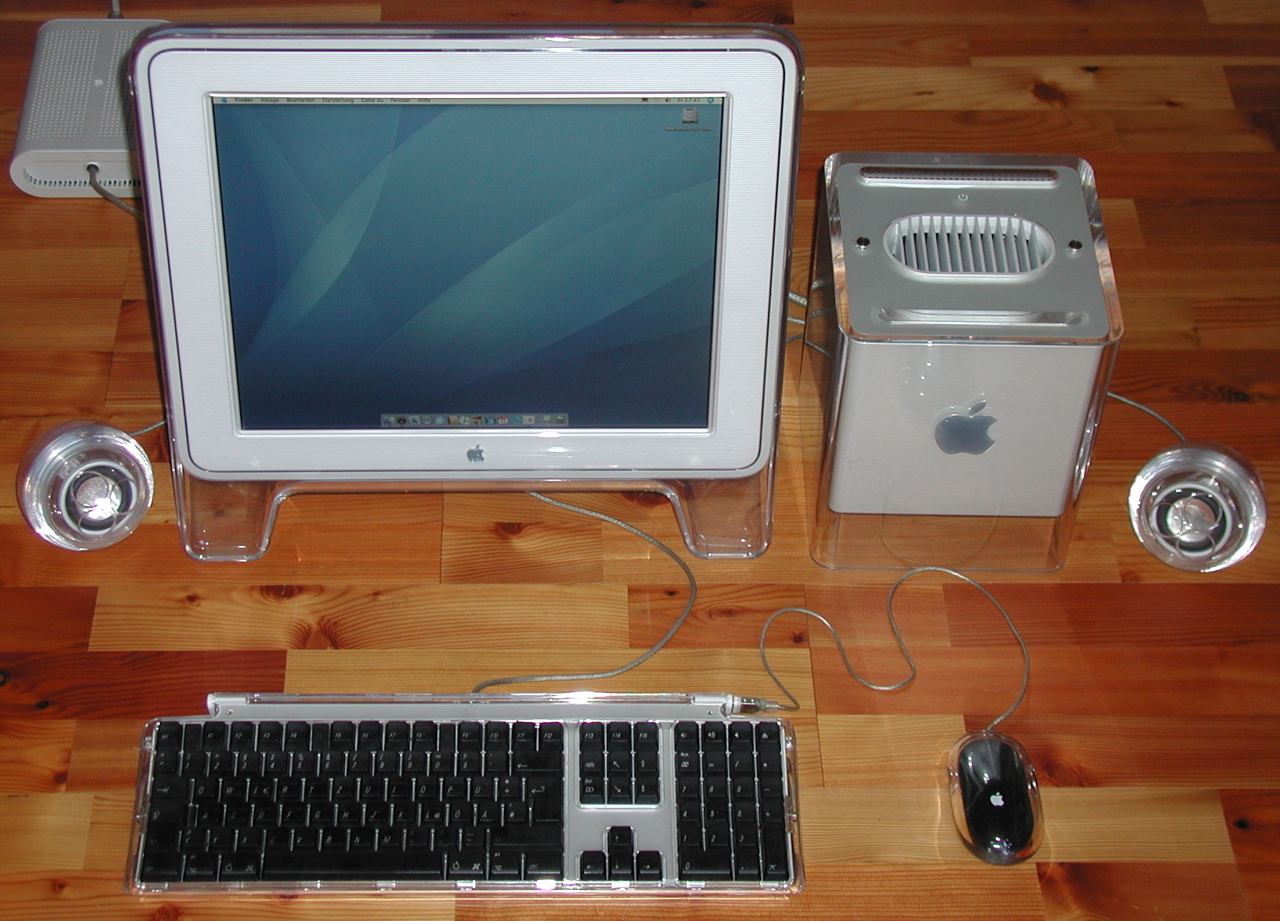
Power Mac G4 Cube外接的搭配包括：供電器、滑鼠、鍵盤、喇叭、以及一個（創意、設計）工作室用的顯示器。

G4 Cube的外觀造型出自蘋果電腦的工業設計師：乔纳森·埃维（Jonathan Ive），G4 Cube的作品使他贏得了多項國際性的工業設計獎，同時G4 Cube也出現在許多設計相關的報導中，以及成為一些科技博物館的館藏（館內收藏）。另外美國喜劇電視影集：《The Drew Carey Show》 中，劇中的人物：Drew Carey是個麥克迷，他在片中所用的電腦正是G4 Cube。

## 歷史及銷售
蘋果電腦對G4 Cube的市場設定是介於iMac G3與Power Macintosh G4間，雖然G4 Cube設計創新，然而卻有不少人抱怨它的售價過高，G4 Cube的初始價格就比更具擴充性的Power Mac G4貴上200美元（1,799美元），但兩機的規格卻相近，皆為450MHz的處理器、64MB容量的記憶體、20GB的硬碟、顯示器價格另計，以上原因致使G4 Cube的銷售量增加緩慢。更麻煩的是，G4 Cube在初期出貨中發生了製造瑕疵問題，其透明塑膠部分出現了龜裂的隙痕。
在銷售反應不佳後，蘋果電腦嘗試用增加隨附軟體的方式來刺激銷售，並且推出更低價格的基礎配備型，基礎配備型的G4 Cube將DVD-ROM光碟機換裝成CD-RW光碟機、將處理器提升至500MHz時脈、並增加新的選購項，可選購使用NVIDIA繪圖晶片的顯示卡。不過這些調整與修正依舊無法改變G4 Cube發表之初在「價格配備比」上不如iMac與Power Mac G4的印象。
到了2001年7月3日，蘋果電腦發表了簡短、輕描、且不易看出意涵的新聞稿，發表中表示蘋果電腦把G4 Cube「放到冰上」（英文原文寫著"on ice"），儘管這個發佈不算是「正式的停產聲明」，但從某種角度看確屬無聲性的產品停休宣告。
此消息一佈達後，蘋果電腦公司過去因iMac G3機種暢銷所揚升、飆高的股價自此滑跌，跌到了iMac尚未發表前的低點，此一跌落即使之後蘋果電腦發表iPod MP3播放器（數位隨身聽）都無法回補、恢復。值得注意的是，蘋果電腦的發表說明中意有所指，表示日後將可能推出更短小輕薄的機種來接替G4 Cube，而這應當就是之後推出的Mac mini，Mac mini比G4 Cube更輕小，且與G4 Cube一樣採行「與顯示器分立的獨立機身」設計。此若屬實，則「G4 Cube停休、Mac mini接手」等於是「Newton 停休、iPhone 接手」的重演、翻版。
在隱性停休宣言後的兩年（2003年），由於Wired雜誌一系列的專文報導使G4 Cube再次受到些許關注，文中內容主要在介紹個別消費者、零售店家（如Kemplar公司）對G4 Cube的升級安裝，使的G4 Cube的續產復銷價值突然陡升。不過，隨著平價訴求的Mac mini發表，使G4 Cube再次黯淡退讓。

## 不便之處
由於G4 Cube基本上是極力爭取外觀視覺上的吸引力，但也因奪目的設計導致它有數項實效運用上的限制，其中最受人詬病的是排熱，一旦排熱口遭封堵G4 Cube就會開始過熱並自動關機，且很不幸的，排熱口正好位在G4 Cube的上端，而機頂的平直設計使人很直覺且容易地將書或紙張放於其上，如此就形成了排熱口封堵的情況。
再者，G4 Cube的接線與其他麥金塔電腦相較並沒有收斂減少，這意味著電腦下方或周遭各處將容易有線路糾結的困擾，此有違「線路簡潔」的風氣潮流，加上有些製造商推出G4 Cube所用的升級機內升級組件，如處理器、光碟機等，但是G4 Cube機內的空間非常狹窄，使機內升級的程序相當繁瑣、困難。

## 改裝與升級
在G4 Cube停產後有一群狂熱迷將他們的G4 Cube進行改裝，其中較常見的是將顯示卡升級，換裝成具有風扇散熱的顯示卡，然後再運用通風管的設置，使升級的顯示卡依然能在G4 Cube的狹窄空間內正常運轉，而顯示卡升級中又以升級成NVIDIA公司的GeForce 2 MX繪圖晶片層級的為多，此款繪圖晶片可說是特別為G4 Cube升級而推出的。
此外也有協力業者推出處理器升級卡，至2005年8月為止可換裝到1.8GHz的PowerPC G4處理器，甚至有少數的人將他們的G4 Cube改裝成雙處理器的系統。其餘也有人進行機殼改裝，改裝成具有燈光或額外散熱機制等等。

## 規格
- 處理器
  - 編號：PowerPC 7400
  - 時脈：450MHz或500MHz
  - 浮點運算器：內建
  - 第一階快取記憶體：32KB（資料）、32KB（指令）
  - 第二階快取記憶體：1MB（位在背端，與處理器時脈比為1：2）

- RAM記憶體
  - 時脈：100MHz
  - 寬度：64-bit
  - 型態：PC-100
  - 最大記憶容量：1.5GB
  - 記憶體模組插槽：3組
  - 內建於主機板上的容量：無

- ROM記憶體
  - 組態：1MB＋3MB toolbox ROM（工具箱，開機後載入到RAM記憶體中）

- 主機板
  - AGP插槽：1組（2X傳輸，出廠前已用佔）

- 视频
  - 顯示卡／繪圖晶片：ATI公司的Rage 128 Pro
  - 視訊記憶體：16MB
  - 視訊輸出：VGA（Video Graphics Array）、DVI（Digital Visual Interface）、ADC（Apple Display Connector）

- 儲存
  - 硬碟：20GB或30GB或60GB
  - 硬碟介面：UltraATA/66
  - 光碟：DVD-ROM或CD-RW

- 輸入／輸出
  - USB埠：2組
  - FireWire（IEEE 1394）埠：2組
  - 音效輸出：雙聲道、16-bit解析度、迷你型接孔（透過USB介面的音效放大器）

- 網路
  - 數據機速率：56kbps
  - 乙太網路：10/100Base-T
  - AirPort（WiFi、IEEE 802.11b）：選用

- 其他
  - 研發代號：Trinity
  - 型款編號：406
  - 供電瓦數：200瓦
  - 實體尺寸：10英吋（高）x 8英吋（寬）x 8英吋（深）
  - 重量：28.7英磅
  - 作業系統最低要求：Mac OS 9.0.4
  - 作業系統最後支援：Mac OS X 10.4.11 及 Mac OS 9.2.2

## 附註
1. ^ 此種材質也俗稱：壓克力。
2. ^ 光碟入片法主要有三種：護匣法（Caddy Loading）、托盤法（Tray Loading）、槽縫法（Slot Loading），最早出現的是護匣法，但因成本過高而少使用，目前仍用在部分類型的光碟片中，如MD／Hi-MD／MD Data、DVD-RAM、UDO、PDD、UMD等，目前的大宗主流為托盤法，最晚推出的是槽縫法，不過未能流行普及，且不適合小直徑光碟的入片。
3. ^ 因為立方體的外觀設計再加上光碟片自機體頂端垂直進出，也因此該機被人取了個綽號，叫烤麵包機（或冰塊），因為能烘烤片狀吐司的烤麵包機也是讓吐司自上端垂直進出。事實上幾乎每部蘋果電腦的外觀都有過戲稱，如iBook被稱為馬桶蓋、後一代iBook被稱為麻將粒、iMac G3被稱為安全帽（或軟糖）、iMac G4被稱為檯燈、iMac G5被稱為相片框、Mac mini被稱為便當盒、iPod Shuffle被稱為口香糖等等。
4. ^ 無風扇設計有其動機，由於蘋果電腦的用戶有許多是從事內容創作、設計的工作，為了靈感經常在深夜使用電腦，深夜中電腦風扇的噪音格外明顯與刺耳，反而影響了靈感與工作心情，因此期望能有更寧靜的散熱設計，此外風扇運轉需要軸承的機械組件配合，機械組件的使用壽限多低於電子組件，此也成為電腦維修保養上的經常困擾。
5. ^ 原文是英文的，意思是蘋果麥金塔系列電腦的忠實用戶、忠實愛用者。
6. ^ 由於使用PowerPC G5處理器的麥金塔電腦在成本上過高，在平價版G5機種遲遲無法推出的情況下，蘋果電腦改推出Mac mini以補足平價市場的新機需求，Mac mini機內用的處理器為PowerPC G4處理器，之後也換成Intel x86處理器。